# Arne Johansen (calciatore)
Arne Johansen (22 maggio 1902 – 21 dicembre 1984) è stato un calciatore norvegese, di ruolo portiere.

## Carriera

### Club
Johansen giocò con la maglia del Kvik Halden.

### Nazionale
Conta una presenza per la Norvegia. Il 23 agosto 1925, infatti, fu in campo nella sconfitta per 3-7 contro la Svezia.